# Bastuklubben (Kanal 5)
Bastuklubben är ett humorprogram på Kanal 5 som hade premiär under hösten 2014. Programmet är en spinoff på "Bastuklubben" från Partaj. Programpunkten började som en parodi på reklamfilmer för K-rauta innan den blev ett eget TV-program. Huvudrollen, finske Jarmo spelas av Johan Petersson, övriga roller är Jukka som spelas av Olle Sarri, Seija Sanningen spelad av Alexandra Rapaport och Jarmos lumparkompis Timo som spelas av Fredde Granberg.